# Фрошо, Никола
Никола́ Терез Бенуа Фрошо́ (фр. Nicolas Thérèse Benoît Frochot; 20 марта 1761, Дижон — 29 июля 1828, Рувр-сюр-Об, Rouvres-sur-Aube) — французский государственный и политический деятель, первый префект департамента Сены.

## Биография
До революции был королевским нотариусом. Избирался членом Учредительного собрания. Друг Мирабо, он был его официальным секретарём, позднее — его душеприказчиком.
Всегда голосовал как защитник интересов народа. С 1792 до 1799 г. был мировым судьей, позже членом законодательного корпуса и префектом Сенского департамента.
Став после реставрации членом государственного совета, Фрошо потерял это место за то, что согласился на должность префекта в период наполеоновских Ста дней.
Умер в 1828 году, похоронен на кладбище Пер-Лашез (участок 37).

## Память
- Одна из авеню 9-го округа Парижа названа его именем — avenue Frochot.
- Одна из улиц 9-го округа Парижа носит его имя — rue Frochot.